# 伝統食品

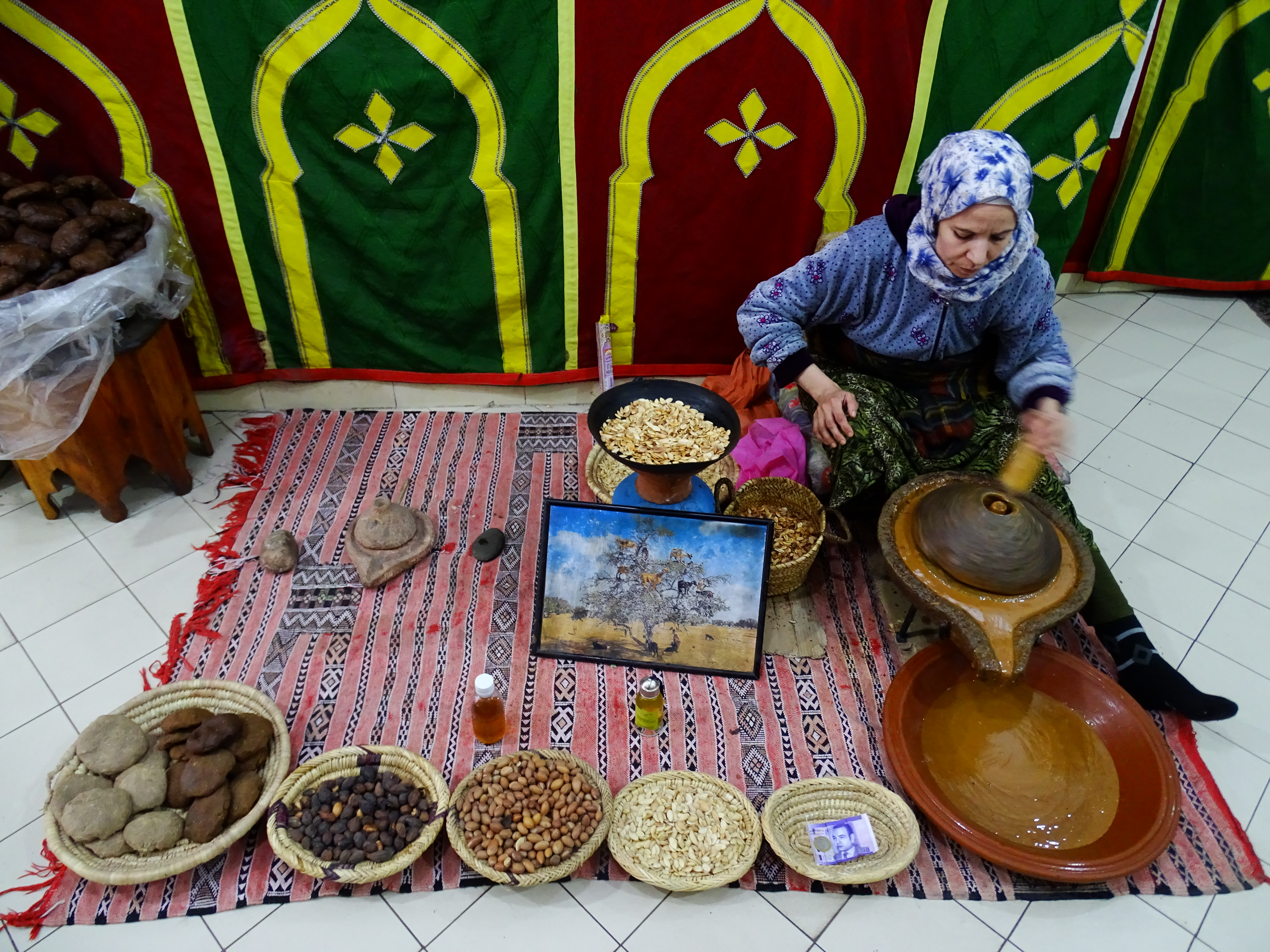
アルガンのペーストを作る女性（モロッコ、無形文化遺産）

伝統食品（でんとうしょくひん、英語: traditional foods）とは、複数の世代によって受け継がれ、食され続けてきた食品のこと。伝統料理とも称される。
日本伝統食品研究会では、（日本の）伝統食品として、「特定の誰かが作り出したというよりも、多数の人々で時間をかけ、言わば磨きをかけて後代に遺されてきたもの」と定義している。
伝統食品と郷土料理に関しては多くの研究者の間で様々な見解が成されており、同義語的に扱われている事もある。岡本順子らは、「伝統食品」を「地域の産物を原料にして長い間その地方の住民によって食用にされてきた食品」とし、「郷土料理」を「その地域の特産品をその地方に適した方法で調理したもの」として区別している。
くさややふなずしのように伝統食品そのものが郷土料理として扱われているものもあれば、朴葉味噌やきりたんぽ鍋のように伝統食品を原料とした郷土料理もある。
農林水産省では、伝統食品を以下のように17種類に分類している。
農産
- 穀類
- 豆類加工品
- 漬物
- 醤油、味噌、その他調味料
- その他農産加工品

水産
- 乾物
- 塩漬け
- 調味加工品
- 練り物
- くん製品
- 水産発酵食品
- 節類
- 海藻製品
- その他水産加工品

畜産
- 畜産加工品

その他
- 菓子類
- 飲料